# Conselho Nacional de Educação (Portugal)
O Conselho Nacional de Educação, ou CNE, é um órgão ao qual compete emitir opiniões, pareceres e recomendações sobre todas as questões relativas à educação em Portugal, por iniciativa própria ou em resposta a solicitações apresentadas pela Assembleia da República e pelo Governo. Tem por missão proporcionar a participação das várias forças científicas, sociais, culturais e económicas, na procura de consensos alargados relativamente à política educativa.
O CNE é um órgão independente, com funções consultivas, que funciona junto do Ministério da Educação e Ciência, sendo o presidente eleito pela Assembleia da República.
A pedagoga Maria Emília Brederode Santos substituiu, em Outubro de 2017, o ex-ministro português David Justino no cargo de presidente deste órgão consultivo, e em 2022, passou a ser o professor catedrático Domingos Fernandes